# 増田幸美
増田 幸美（そうた ゆきみ）は、日本のサイバーセキュリティ・エバンジェリスト、警察大学校教員、文筆家

## 学歴
1996年広島三育学院を卒業後、2000年早稲田大学人間科学部卒。

## 履歴
日本オラクルにおいて、システムコンサルタントとして業務システムの構築に携わる、ファイア・アイ株式会社において、脅威インテリジェンスのスペシャリストとして奉職。
2023年現在、サイバーリーズンにおいてエンドポイントソリューションの導入支援、サイバーセキュリティの啓発活動をおこなうエバンジェリストとして活動。現在、日本プルーフポイント（株）においてサイバーセキュリティの啓発活動をおこなっている。2018年、千葉県警サイバーセキュリティ対策テクニカルアドバイザーを拝命し、2022年から警察大学校講師に就任し警察官にサイバーセキュリティを教授している。

## 著作
- 「大きく遅れる日本のサイバー攻撃対策」『信用金庫』 76 (3), 50-53, 2022-03
- 「見えない攻撃とその裏側 : 進化するサイバー攻撃エコシステム」『地銀協月報』 (717) 14-23, 2020-03
- 「国際情勢から理解する 日本へのサイバー攻撃」『信用金庫』 73 (12), 32-35, 2019-12

## 人物
早稲田大学では卒業時総代を務める